# Tacuinum sanitatis

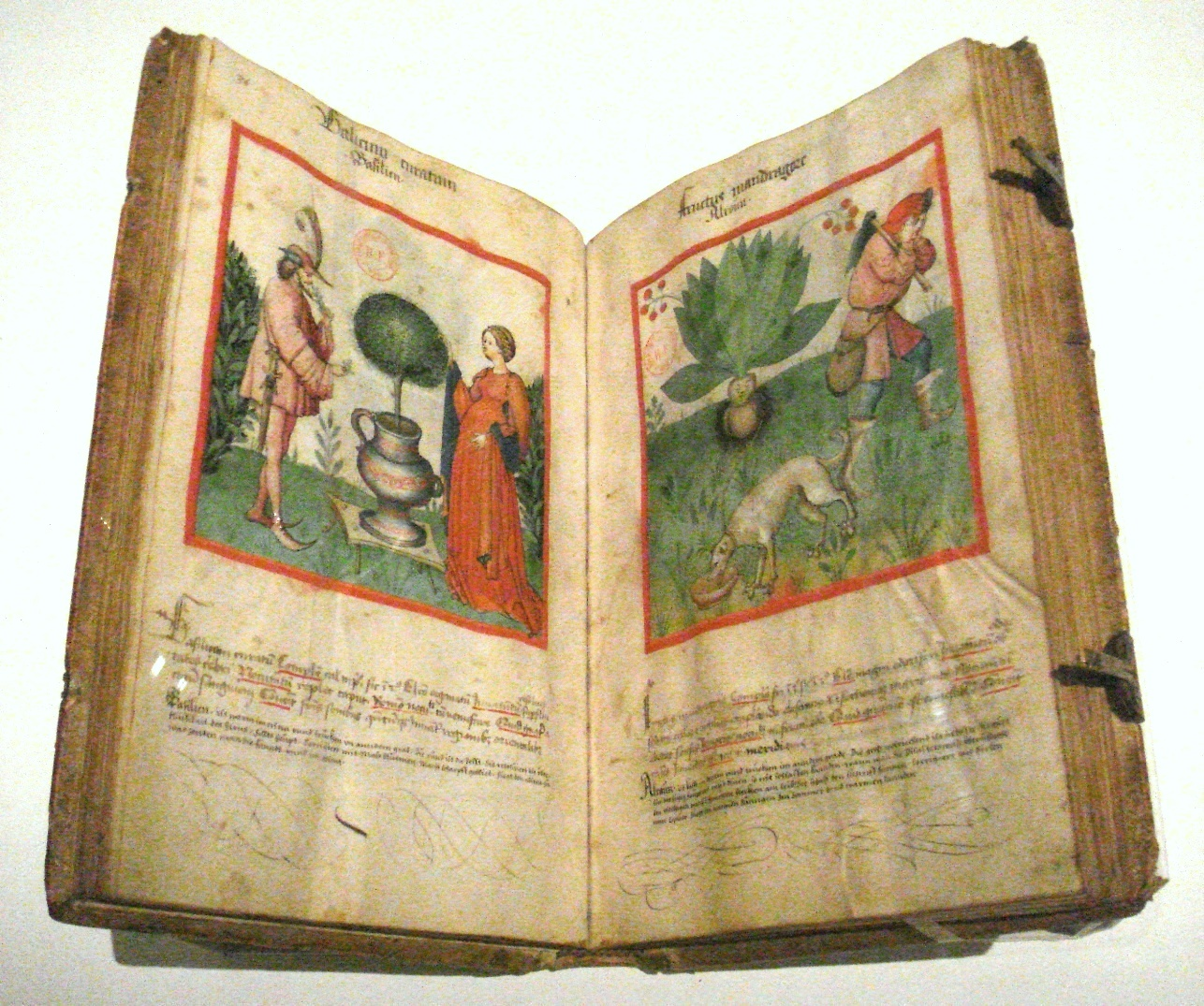
Tacuinum sanitatis Ibn Butlána, Porýní, 2. polovina 15. století.

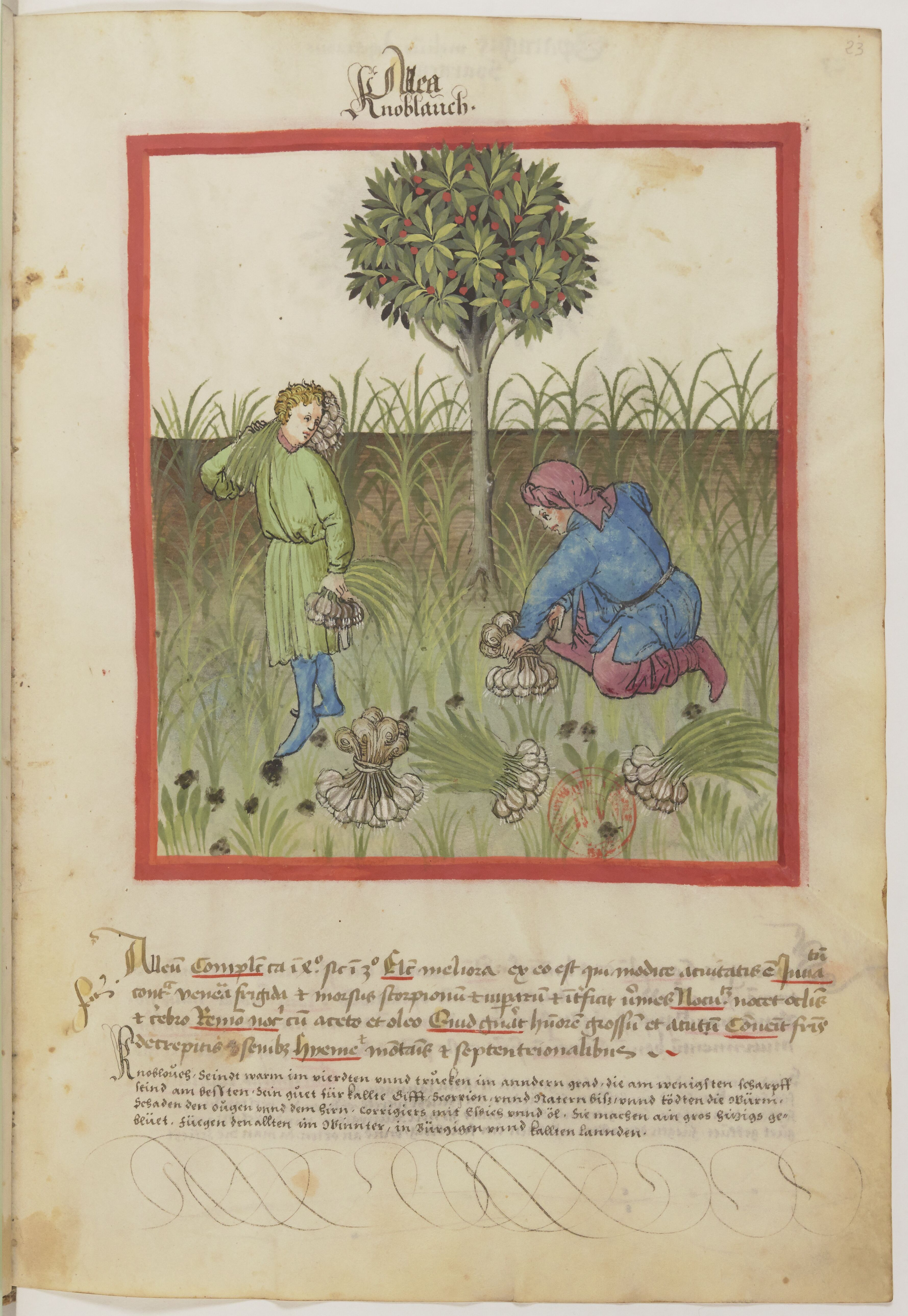
Sklizeň česneku, z Tacuinum Sanitatis, kolem roku 1400 (Bibliothèque nationale, Paříž).

Tacuinum sanitatis (někdy taccuinum či tacuina) je středověká kniha-příručka pro zdravý život, založená na Taqvim al‑sihha تقويم الصحة‎ ("Zachování zdraví"), lékařském pojednání arabského lékaře Ibn Butlána z Bagdádu z 11. století. Je zaměřeno na vzdělané laické publikum a existuje v několika různých latinských verzích, jejichž rukopisy jsou obvykle hojně ilustrované. Jistý student taccuinum nazval "obrázkovou knížkou třináctého století". Nicméně detailní popisy zdraví prospěšných a škodlivých vlastností jídla a rostlin, dalece přesahují pouhý herbář: obsah je totiž řazen spíše organicky než abecedně. Spis předkládá šest základních prvků vyváženého života: 
- dostatek jídla i pití, avšak v mírnosti,
- čerstvý vzduch,
- střídání činnosti a odpočinku,
- střídání spánku a bdění,
- projevy humoru a konečně
- dopad duševního stavu na zdraví.